# 阿贝尔·塔斯曼

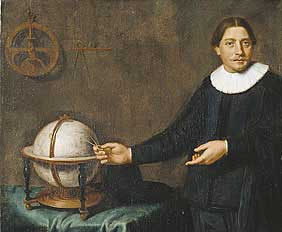
阿貝爾·塔斯曼

阿贝尔·塔斯曼（荷蘭語：Abel Tasman，1603年—1659年10月10日），荷兰探险家、商人。在荷兰东印度公司的资助下，塔斯曼于1642年和1644年率领船队进行了两次成功的远航，发现了塔斯马尼亚岛、新西兰、汤加和斐济。塔斯马尼亚岛和塔斯曼海都以他的名字命名。

## 生平

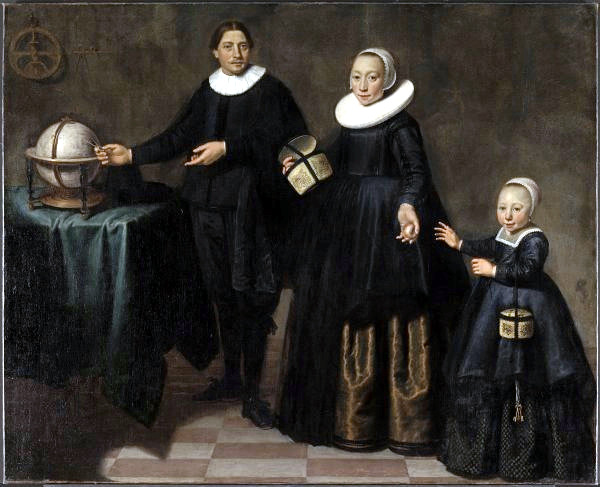
阿贝尔·塔斯曼和他的妻子女儿，据说是Jacob Gerritsz Cuyp于1637所作

按照1631年阿贝尔·塔斯曼的结婚记录，他当时28岁，推知他大约于1603年生于荷兰格罗宁根省的Lutjegast。他在17世纪30年代受雇于荷兰东印度公司，在巴达维亚（現今雅加達）至摩鹿加群岛的航线上服务。在一次冒失的登陆中，他的伙伴们被岛上居民杀死，他侥幸逃生。1637年夏天他回到阿姆斯特丹。第二年他将妻子也接到巴达维亚，定居在东方。1639年他作为二副参加了馬泰斯·奎斯特领导的远航，到达过安平古堡和出岛。

## 第一次远航
1642年8月，他受命去寻找好望角以东、埃斯塔多斯島以西、所罗门群岛以南的「未知的南方大陆」。9月份，船队到达了毛里求斯，在这里补充了食物和淡水，修理了船的破损，10月初继续向东方前进。11月7日，雪和冰雹使船队调整方向为东北，计划向所罗门群岛驶去。
11月24日，阿贝尔·塔斯曼的船队发现了塔斯马尼亚岛，塔斯曼以荷兰东印度总督安东尼·范·迪门之名命名其为“范迪门地”。船队绕过塔斯马尼亚岛南端，开始向东北方向探索。12月初在岛上登陆。12月13日船队抵达新西兰南岛，稍作探索后，阿贝尔·塔斯曼误以为此处是南美洲的南端，于是继续北上。12月18日他达到距离今日的黄金海岸大约7公里的地方，乘坐小艇寻找淡水的船员们遭到毛利人的袭击，损失了4名水手。1643年1月21日，他发现了汤加，然后回航，途中发现了斐济。他经过新几内亚岛后，于6月15日回到巴达维亚。

## 第二次航行

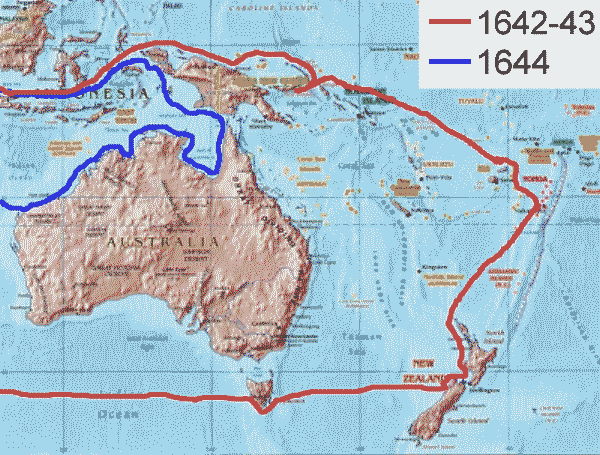
塔斯曼两次远航示意图

在1644年1月30日，阿贝尔·塔斯曼率领三条船开始了第二次航行，但可能是因为众多的珊瑚和小岛挡住了可行的航路，船队错过了托雷斯海峡。他沿着卡奔塔利亞灣向西，测绘了澳大利亚北部的海岸线，观察了新荷兰地区居民的生活，但没有意识到澳大利亚大陆就在南方，错过了发现新大陆的机会。8月份船队回到了巴达维亚。
在荷属东印度公司看来，塔斯曼的探索是徒劳无功的，既没有发现有潜力的贸易地区，也未开拓出新的航路。他们认为塔斯曼没有彻底考察自己发现的地方，应该由更坚持不懈的探索者来替代他。因此，直到一个世纪后詹姆斯·库克重新发现塔斯马尼亚岛和新西兰南岛时，塔斯曼的功绩才被真正承认。

## 晚年
1644年11月，塔斯曼被任命为巴达维亚法庭成员。1648年5月他领导一次远征，前往马尼拉阻止从美洲来的西班牙载银船队，但未能成功。1649年11月他被控告曾未经审判就将一种船员处以绞刑，被判处有罪的塔斯曼被停职、罚款。1651年1月他的待遇被恢复，作为城镇里最大的地产主之一，在巴达维亚度过优渥的晚年。财产由妻子和女儿继承以外，还在遗嘱中留下了一部分荷兰盾捐献给故乡Lutjegast的穷人们。
塔斯曼的领航员弗蘭斯·魏謝爾于1642年出版了《南岛发现备忘录》。塔斯曼自己详细的航海日记现保存在海牙的荷兰国立档案馆中，但直到1898年才得以出版，但他绘制的海图和地图帮助了后来的探险家们。
另一方面，他认为新西兰是南方大陆的西沿，这影响了很多欧洲地图制作者，他们将新西兰绘制成了南美洲的西海岸，直到库克船长于1769年绕行新西兰之后才被否定。